# Krystalvand
Krystalvand er vandmolekyler, der sidder mellem ionerne i et iongitter. Oftest kan man ikke se på et salt, om det indeholder krystalvand, men hvis et salt med krystalvand opvarmes i et reagensglas kan man både se og høre, at krystalvandet undviger gitteret. I forbindelse hermed ændres gitterstrukturen.
Hvis man fx opvarmer kobbersulfat (blåsten), som er blåt af udseende, bliver det hvidt når vandet er fordampet.
Krystalvand: FeSO4 • 7H2O
| Uorganisk kemi | Spire Denne artikel om uorganisk kemi er en spire som bør udbygges. Du er velkommen til at hjælpe Wikipedia ved at udvide den. |